# 克羅地亞—馬來西亞關係
克羅地亞－馬來西亞關係（马来语：Hubungan Malaysia–Kroasia, 克罗埃西亚语： Odnosi Malezija - Hrvatska）是指马来西亚和克罗地亚之間的雙邊關係。两国于1992年5月4日建交。

## 历史
马来西亚于1992年5月4日承认克罗地亚并与之建交，1994年，马来西亚在萨格勒布开设大使馆，翌年，克罗地亚亦在吉隆坡开设驻马来西亚大使馆，并且兼辖越南、柬埔寨、老挝、缅甸和文莱。在南斯拉夫内战期间，马来西亚政府也向克罗地亚派遣了维和部队。目前，克、马两国的双边合作仅限于在多边领域的支持交流，例如相互支持在各个国际组织中的候选资格，在高等教育、培训和体育方面的合作。克罗地亚前总统斯捷潘·梅西奇曾表示，马来西亚“应该成为克罗地亚在东南亚的主要合作伙伴之一，两国之间的合作应该扩展到其他领域。”

## 经济交流
2008年，克、马两国贸易总额达到7000万美元。2002年，克、马两国签订了避免双重征税和逃税协定，并于2005年生效。

## 旅行与簽證

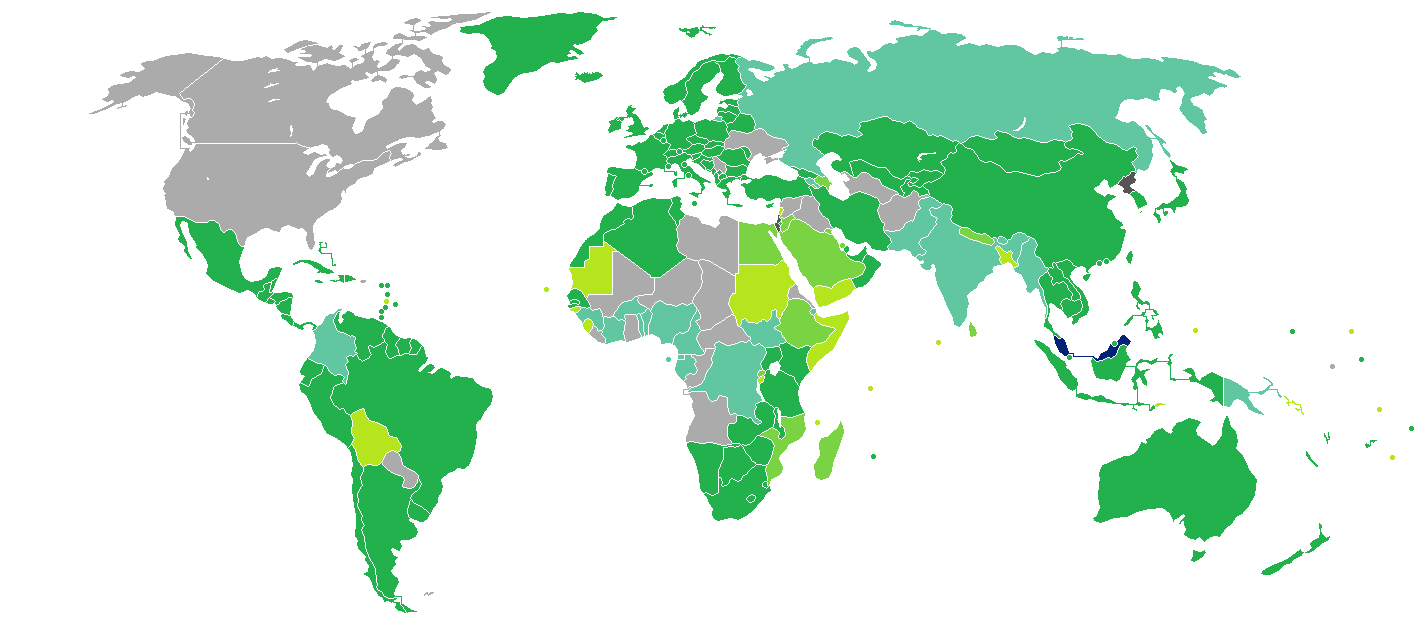
持馬來西亞護照的馬來西亞公民簽證要求分布圖：：入境克羅埃西亞適用「歐盟免簽證」。

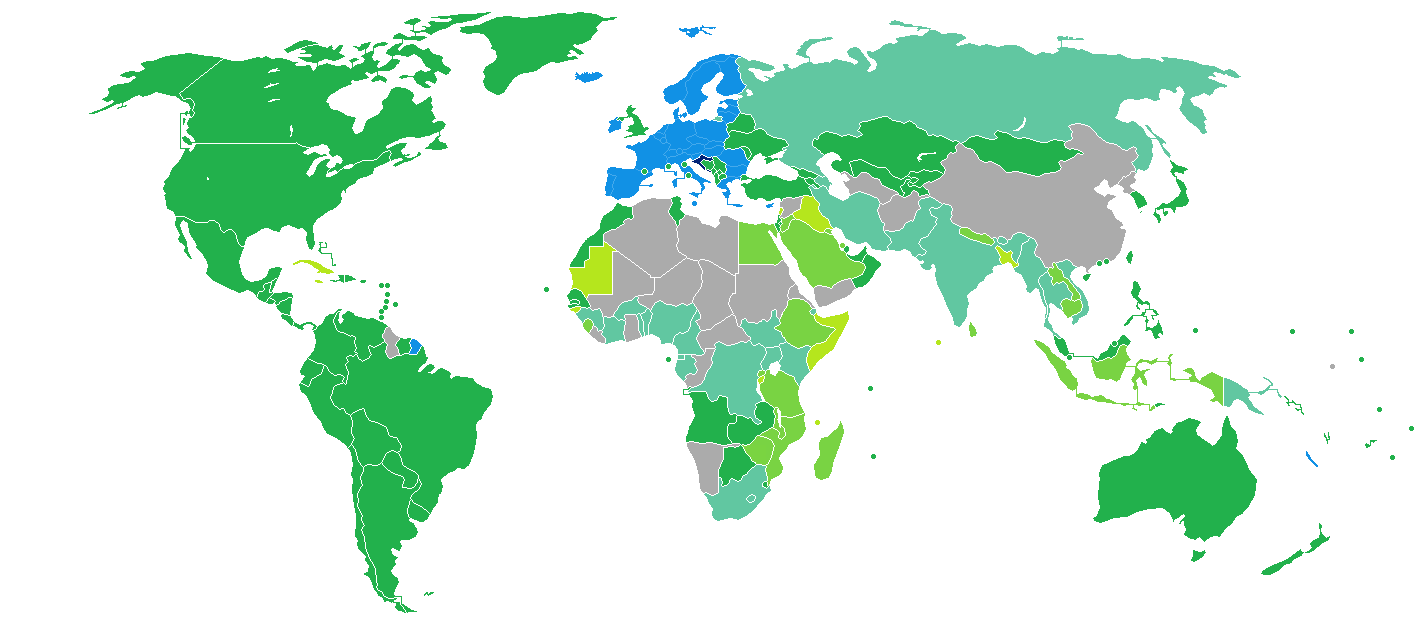
持歐盟的克羅埃西亞護照之克羅埃西亞公民簽證要求分布圖：入境马来西亚可以免簽證。

歐盟成員的克羅埃西亞尚未獲准加入申根區，但基於《申根公約》，該國實行與申根區相同的簽證政策。歐洲申根區給予持有马来西亚護照之馬來西亞公民可以歐盟免簽證入境，停留日數單獨計算，不與申根區合併，每6個月期間內總計可停留90天。
克羅埃西亞公民持有歐盟護照者也可以免簽證的方式入境马来西亚，停留最多90天。